# Волково (деревня, Талдомский городской округ)
Волково — деревня в Талдомском районе Московской области России. Входит в состав сельского поселения Квашёнковское. Население — 0 чел. (2010).

## География
Расположена на севере Московской области, в северной части Талдомского района, примерно в 15 км к северу от центра города Талдома, на левом берегу впадающей в Угличское водохранилище реки Хотчи. Связана автобусным сообщением с районным центром, посёлками городского типа Вербилки и Запрудня. Ближайшие населённые пункты — деревни Бабахино, Бакшеиха, Волкуша и Шадрино.

## Население
| 1859 | 1888 | 1926 | 2002 | 2006 | 2010 |
| ---- | ---- | ---- | ---- | ---- | ---- |
| 129  | ↗138 | ↗141 | ↘0   | →0   | →0   |

## История
В «Списке населённых мест» 1862 года указаны владельческое сельцо Волково и владельческая деревня Волково 2-го стана Калязинского уезда Тверской губернии по левую сторону Дмитровского тракта, в 45 и 44 верстах от уездного города, при реке Хотче, с 5 дворами в каждом селении, 45 (24 мужчины, 21 женщина) и 84 (39 мужчин, 45 женщин) жителями соответственно.
По данным 1888 года деревни Новое Волково и Старое Волково входили в состав Белгородской волости Калязинского уезда, в них проживало 25 семей общим числом 85 (42 мужчины, 43 женщины) и 53 (26 мужчин, 27 женщин) человека соответственно.
В 1915 году — 18 и 11 дворов.
В 1922 году деревни вошли в состав Гражданской волости Ленинского уезда Московской губернии, образованной путём слияния Белгородской и Ново-Семёновской волостей Калязинского уезда Тверской губернии.
По материалам Всесоюзной переписи населения 1926 года Волково Новое — центр Волковского сельского совета Гражданской волости Ленинского уезда, проживало 90 жителей (44 мужчины, 46 женщин), насчитывалось 22 крестьянских хозяйства; Волково Старое — деревня того же сельсовета, проживал 51 житель (17 мужчин, 34 женщины), насчитывалось 14 крестьянских хозяйств.
С 1929 года — населённый пункт в составе Ленинского района Кимрского округа Московской области.
Постановлением ЦИК и СНК от 23 июля 1930 года округа́ как административно-территориальные единицы были ликвидированы. Постановлением Президиума ВЦИК от 27 декабря 1930 года городу Ленинску было возвращено историческое наименование Талдом, а район был переименован в Талдомский.
В 1954 году Волковский сельсовет был упразднён, а все его селения переданы Квашёнковскому сельсовету.
1963—1965 гг. — Волково в составе Дмитровского укрупнённого сельского района.
В 1994 году Московской областной думой было утверждено положение о местном самоуправлении в Московской области, сельские советы как административно-территориальные единицы были преобразованы в сельские округа.
1994—2006 гг. — деревня Квашёнковского сельского округа Талдомского района.
2006—2009 гг. — деревня сельского поселения Ермолинское Талдомского района.
В 2009 году деревня Волково вошла в состав сельского поселения Квашёнковское Талдомского муниципального района Московской области, образованного путём выделения из состава сельского поселения Ермолинское.